# Terry Moore

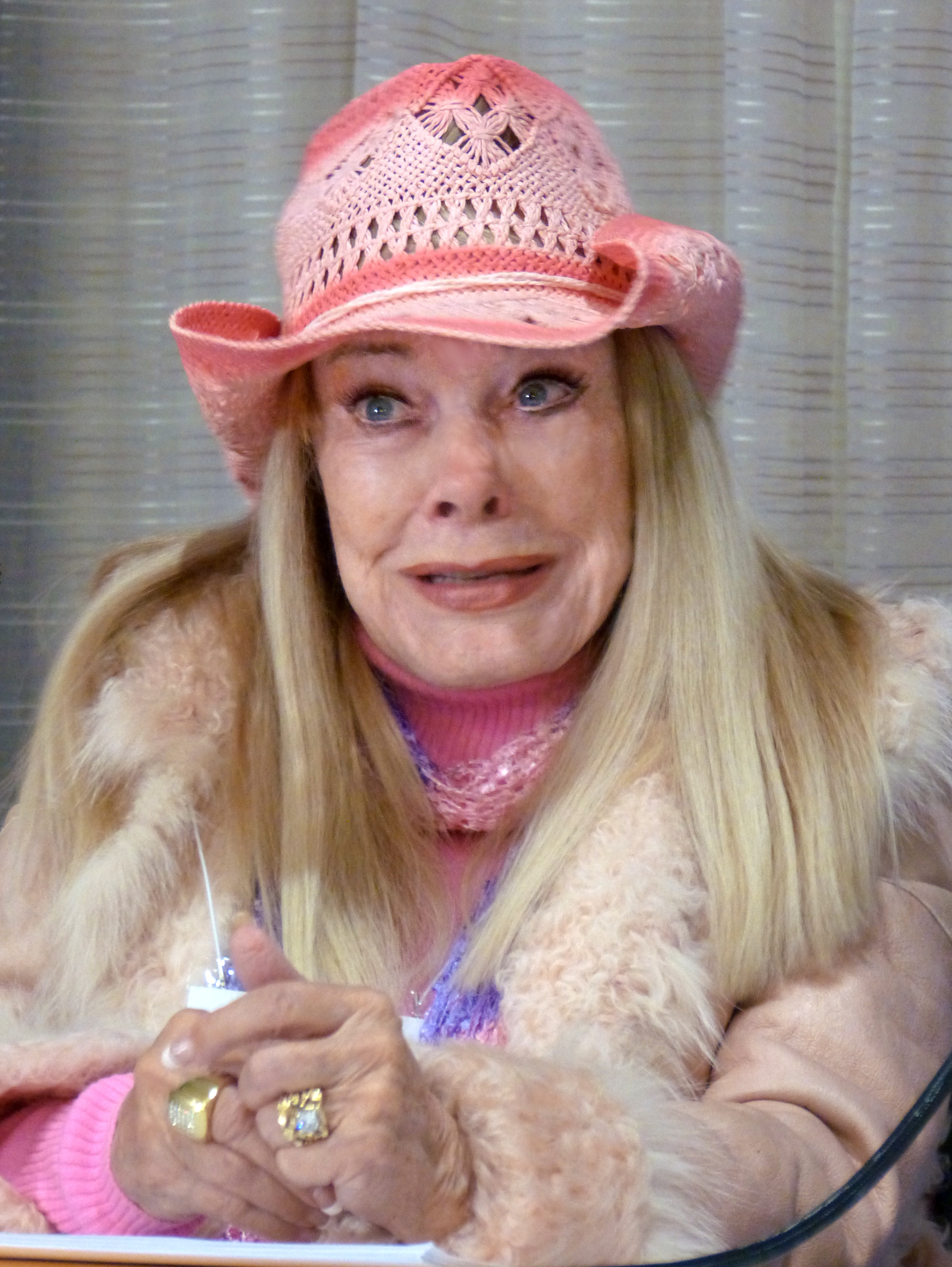
Terry Moore 2015.

Helen Luella Koford, mer känd som Terry Moore, även kallad Judy Ford och Jan Ford, född 7 januari 1929 i Los Angeles i Kalifornien, är en amerikansk skådespelare.
Hon gjorde filmdebut som elvaåring efter att först ha varit barnmodell i några år. I början av sin karriär använde hon dels sitt eget namn, dels namnen Judy Ford och Jan Ford. Från 1948 tog hon namnet Terry Moore.
Hon fick sitt stora genombrott 1949 i Fantomen från Afrika, och 1952 nominerades hon för en Oscar för bästa kvinnliga biroll i Kom tillbaka, lilla Sheba.
Moore har varit gift sex gånger. Denna storbystade "sexbomb" har genom åren varit mer omskriven för sina kärleksaffärer än för sina filmroller. Bland annat hade hon romanser med Howard Hughes (som hon även påstod sig ha varit hemligt gift med) och Henry Kissinger.[källa behövs]
Moore poserade naken för Playboys augustinummer 1984.

## Filmografi i urval
- 1940 – Maryland (krediterad som Helen Koford)
- 1944 – Gasljus (krediterad som Judy Ford)
- 1945 – Lassies son (krediterad som Helen Koford)
- 1949 – Fantomen från Afrika
- 1950 – The Great Rupert
- 1952 – Kom tillbaka, lilla Sheba
- 1953 – Sunny Side of the Street
- 1955 – Pappa Långben
- 1957 – Lek i mörker
- 1959 – Luft i luckan
- 1962–1963 – Empire (TV-serie)
- 1965 – Svarta sporrar
- 1972 – The Daredevil
- 1983 – Nattens riddare (avsnittet "K.I.T.T. the Cat", S02E07)
- 1989 – Going Overboard
- 1998 – Second Changes